# Guangdong Southern Tigers
Les Guangdong Southern Tigers (广东宏远宝玛仕华南虎 en chinois) sont un club chinois de basket-ball basé à Dongguan (Guangdong). Il s'agit d'un des plus titrés de la Chinese Basketball Association, la ligue professionnelle de plus haut niveau du championnat chinois.

## Résultats sportifs

### Palmarès
| Compétitions nationales |
| - Championnat de Chine (11) : - Vainqueur : 2004, 2005, 2006, 2008, 2009, 2010, 2011, 2013, 2019, 2020, 2021. - Finaliste : 1996, 2003, 2007, 2012, 2017. |

## Joueurs et personnalités du club

### Entraîneurs successifs
- ? :  Zhang Yongjun
- 2001-2006 :  Li Chunjiang
- 2007-2013 :  Li Chunjiang
- 2013-2017 :  Du Feng
- 2017-2018 :  Jonas Kazlauskas
- 2018- :  Du Feng

### Numéros retirés
| Numéros retirés par le Guangdong Southern Tigers |                                             |             |             |                      |                      |
| N°                                               | Nat.                                        | Joueur      | Position    | Saisons au club      | Date de la ceremonie |
| 15                                               | Drapeau des États-Unis                      | Jason Dixon | Pivot       | 1998-2001, 2002-2009 | 23 septembre 2009    |
| 4                                                | Drapeau de la République populaire de Chine | Du Feng     | Ailier fort | 1997-2012            | Pas de cérémonie     |
| 8                                                | Drapeau de la République populaire de Chine | Zhu Fangyu  | Ailier      | 1999-2017            | 29 octobre 2017      |

### Autres joueurs emblématiques
- Chen Jianghua
- Yi Jianlian
- Li Qun
- Wang Shipeng
- Carlos Boozer
- Aaron Brooks
- Will Bynum
- David Harrison
- Royal Ivey
- Lamond Murray
- Josh Powell
- Laron Profit
- Eric Williams
- Andrew Nicholson
- Edwin Jackson